# Salvatnet
Salvatnet (oder Salvatn) ist der Name eines norwegischen Sees in den Kommunen Namsos und Nærøysund in der Provinz Trøndelag. Mit der tiefsten Stelle (464 m) ist er Norwegens und Europas zweittiefster See nach dem Hornindalsvatnet. Andere Quellen nennen 482 m als tiefste Stelle. Es handelt sich um einen meromiktischen See – einen See, bei dem in der Regel kein Wasseraustausch zwischen den oberen und tieferen Schichten stattfindet.